# Diamant
Diamant ist die kubische Modifikation des Kohlenstoffs und als natürlich vorkommender Feststoff ein Mineral aus der Mineralklasse der Elemente. Diamant bildet meist oktaederförmige Kristalle, oft mit gebogenen und streifigen Flächen. Weitere beobachtete Formen sind das Tetraeder, Dodekaeder und der Würfel. Die Kristalle sind transparent, farblos oder durch Verunreinigungen (z. B. Stickstoff oder Bor) oder Kristallgitterdefekte grün, gelb, braun und seltener auch orange, blau, rosa, rot oder grau bis schwarz gefärbt.
Diamant ist der härteste natürliche Stoff. In der Härteskala nach Mohs hat er die Härte 10. Seine Schleifhärte nach Rosiwal (auch absolute Härte) ist 140-mal größer als die des Korunds. Die Härte des Diamanten ist allerdings in verschiedenen Kristallrichtungen unterschiedlich (Anisotropie). Dadurch ist es möglich, Diamant mit Diamant zu schleifen. In dem dazu verwendeten Diamantpulver liegen die Kristalle in jeder Orientierung vor (statistische Isotropie), damit wirken immer auch die härtesten unter ihnen auf den zu schleifenden Körper.
Diamant ist optisch isotrop mit hoher Lichtbrechung und hoher Dispersion. Er zeigt Fluoreszenz und Phosphoreszenz und ist triboelektrisch. Er verfügt über die höchste Wärmeleitfähigkeit aller bekannten Minerale.
Das Gewicht einzelner Diamanten wird traditionell in Karat angegeben, welches seit 1907 auf exakt 0,2 Gramm festgelegt ist (siehe Abschnitt „Gewicht in Karat“). Ein unbehandelter, d. h. insbesondere ungeschliffener Diamant wird Rohdiamant genannt.

## Etymologie und Geschichte
Der Name Diamant leitet sich aus dem spätlateinischen diamantem, Akkusativ von diamas (im Mittelalter auch dyamas) ab, einer gräzisierenden Abwandlung von adamas, Akkusativ adamanta, zu griechisch ἀδάμας, adámas, „unbezwingbar“. Im klassischen Latein wurden wie bereits im Griechischen als adamas besonders harte Materialien bezeichnet, so etwa von Hesiod der Stahl, von Platon und Theophrast wohl der Diamant und von Plinius der Saphir.
Die ältesten Diamantenfunde werden aus Indien, angeblich bereits im 4. Jahrtausend vor Christus, berichtet. Bereits damals sagte man Diamanten magische Wirkungen nach, weshalb man sie auch als Talismane nutzte. Diamanten waren auch bei den alten Römern bekannt und wurden sehr geschätzt.
Die Verwendung von Diamanten als Werkzeug beschreibt schon Plinius der Ältere in seinem Werk Naturalis historia, XXXVII 60. Um 600 n. Chr. wurde der erste Diamant auf der indonesischen Insel Borneo gemeldet, doch obwohl Indien nun nicht mehr die einzige Quelle war, blieben die indonesischen Funde unbedeutend, da die Anzahl zu gering und der Transport zu den Handelsstädten zu weit war. Erst im 13. Jahrhundert entdeckte man, dass sich Diamanten bearbeiten lassen, was jedoch in Indien abgelehnt wurde, da die Steine so angeblich ihre magischen Kräfte verlieren könnten. Der heutige typische Brillantschliff wurde erst um 1910 entwickelt.
Im 18. Jahrhundert erschöpften sich allmählich die indischen und indonesischen Minen. Als ein Portugiese auf der Suche nach Gold in Brasilien war, entdeckte er den ersten Diamanten außerhalb Asiens. Dieser Fund verursachte einen „Diamantrausch“. Den ersten Diamant im Muttergestein Kimberlit fand man 1869 in Kimberley in Südafrika. Ein Jahr später übernahm Südafrika die Rolle des Hauptlieferanten, da auch Funde in Brasilien seltener wurden.
Auf der Weltausstellung in Philadelphia 1876 wurde erstmals eine mit Diamanten besetzte Steinkreissäge einer breiten Öffentlichkeit gezeigt. 1908 entdeckte man an der Diamantenküste Deutsch-Südwestafrikas Diamanten. 1955 wurde der erste Diamant künstlich hergestellt. Den ersten Diamanten auf dem Meeresgrund fand man 1961. Heute ist Russland Hauptlieferant für Diamanten.
| Jahr | Staat                                                         |
| ---- | ------------------------------------------------------------- |
| 1826 | Russland                                                      |
| 1851 | Australien (erster in Australien)                             |
| 1866 | Südafrika, damals Kapkolonie (erster in Afrika)               |
| 1901 | Venezuela                                                     |
| 1906 | USA (Bundesstaat Arkansas)                                    |
| 1908 | Namibia, damals Deutsch-Südwestafrika                         |
| 1912 | Angola, damals portugiesisch                                  |
| 1912 | Demokratische Republik Kongo, damals Belgisch-Kongo           |
| 1920 | Westküste Afrikas (Ghana, damals britische Kolonie Goldküste) |
| 1969 | China                                                         |
| 1992 | Kanada                                                        |

## Klassifikation
In der mittlerweile veralteten, aber noch gebräuchlichen 8. Auflage der Mineralsystematik nach Strunz gehörte der Diamant zur Mineralklasse der „Elemente“ und dort zur Abteilung der „Halbmetalle und Nichtmetalle“, wo er zusammen mit Chaoit, Fullerit, Graphit, Lonsdaleit und Moissanit eine eigenständige Gruppe bildete.
Die seit 2001 gültige und von der International Mineralogical Association (IMA) verwendete 9. Auflage der Strunz’schen Mineralsystematik ordnet den Diamanten ebenfalls in die Klasse der „Elemente“ und dort in die Abteilung der „Halbmetalle (Metalloide) und Nichtmetalle“ ein. Diese Abteilung ist allerdings weiter unterteilt nach den verwandten, chemischen Elementen, sodass das Mineral entsprechend in der Unterabteilung „Kohlenstoff-Silicium-Familie“ zu finden ist, wo es nur noch zusammen mit Lonsdaleit die unbenannte Gruppe 1.CB.10 bildet.
Auch die Systematik der Minerale nach Dana ordnet den Diamanten in die Klasse und gleichnamige Abteilung der „Elemente“ ein. Hier ist er zusammen mit Graphit, Lonsdaleit, Chaoit und Fullerit in der „Kohlenstoffpolymorphe“ mit der System-Nr. 01.03.06 innerhalb der Unterabteilung „Elemente: Halbmetalle und Nichtmetalle“ zu finden.

## Kristallstruktur

Kubische Kristallstruktur von Diamant. Das Gitter besteht aus zwei sich gegenseitig durchdringenden kubisch flächenzentrierten (fcc) Gittern. Jedes Kohlenstoffatom ist gleichwertig mit vier Nachbaratomen kovalent gebunden.

Diamant kristallisiert in der kubischen Raumgruppe Fd3m (Raumgruppen-Nr. 227) mit dem Gitterparameter a = 3,567 Å sowie 8 Formeleinheiten pro Elementarzelle.
Diamant besteht ausschließlich aus reinem, kubisch kristallisiertem Kohlenstoff. Wenn auch der innere Aufbau theoretisch aus reinem Kohlenstoff besteht, so sind die freien Atombindungen an den Grenzflächen des Kristalls doch mit Sauerstoff oder Wasserstoff gesättigt.
Im Diamanten sind die Kohlenstoffatome tetraedrisch gebunden; das bedeutet, jedes Atom hat vier symmetrisch ausgerichtete Bindungen zu seinen nächsten Nachbarn. Die große Härte resultiert aus der sehr hohen Bindungsenergie der vollständig in sp3-Hybridisierung vorliegenden chemischen Bindungen.

## Eigenschaften
Diamant oxidiert in reinem Sauerstoff bei ca. 720 °C, in Luft ebenfalls ab 720 °C in langsamerer Reaktionsgeschwindigkeit zu (gasförmigem) Kohlendioxid. Wird ein auf Gelbglut erhitzter Diamant von einigen Millimetern Durchmesser in flüssigen, also tiefkalten, Sauerstoff gegeben, sinkt er ab und verbrennt unter Glüherscheinung zu Kohlendioxid, das fest ausfällt. Die Reaktionsenthalpie ist mit 395,7 kJ/mol um 1,89 kJ/mol größer als die von Graphit. Um Diamant in einer Gasflamme zu verbrennen, braucht es Sauerstoffüberschuss. Diamantpulver einer geeigneten Korngröße um 50 Mikrometer verbrennt nach Kontakt mit einer Flamme in einem Funkenregen, ähnlich wie Kohlepulver. Dementsprechend können auch pyrotechnische Sätze auf Basis von Diamantpulver gefertigt werden. Während die Funkenfarbe vergleichbar zu Kohlepulver ist, wird aufgrund der ca. zweifach höheren Dichte eine sehr lineare Flugbahn beobachtet. Mit Wasserstoff reagiert er bei hohen Temperaturen zu Kohlenwasserstoffen.
Diamant löst sich in Schmelzen von kohlenstofflösenden Metallen wie Eisen, Nickel, Cobalt, Chrom, Titan, Platin, Palladium und deren Legierungen. Je größer das Korn oder der Kristall ist, umso kleiner ist gemäß dem Verhältnis reaktiver Oberfläche zu Volumen – in allen Fällen – die Umsetzungsgeschwindigkeit.

### Altersbestimmung
Das Alter der Diamanten kann anhand ihrer Einschlüsse bestimmt werden. Diese Einschlüsse entstehen gleichzeitig mit dem Diamanten, der sie umschließt, und bestehen oft aus Silikatmineralen der Umgebung. Das Alter der Silikatminerale kann mit der Geochronologie anhand ihrer isotopischen Zusammensetzung bestimmt werden; dazu werden hauptsächlich die Zerfallssystematik von 147Sm zu 143Nd und 187Re zu 187Os verwendet. Anhand der inzwischen großen Datenbank an Isotopendaten lässt sich feststellen, dass die Diamantbildung immer wieder zu verschiedenen Zeiten über alle Erdzeitalter hinweg stattfand, und es nicht nur sehr alte Diamanten gibt, die älter als drei Milliarden Jahre sind, sondern auch jüngere, die allerdings immer noch ein Alter von mehreren hundert Millionen Jahren erreichen. Der älteste datierte Diamant hat ein Alter von circa 4,25 Mrd. Jahren.

## Modifikationen und Varietäten
Neben kubisch kristallisierendem Diamant sind noch folgende Kohlenstoffmodifikationen bekannt:
- Graphit (hexagonal),
- Lonsdaleit (hexagonal),
- Chaoit (hexagonal),
- Fullerene (mit wenigen Ausnahmen nur synthetisch),
- Graphen (synthetisch).

Diamant ist bei Raumtemperatur und Normaldruck metastabil. Die Aktivierungsenergie für den Phasenübergang in die stabile Modifikation (Graphit) ist jedoch so hoch, dass eine Umwandlung in Graphit bei Raumtemperatur praktisch nicht stattfindet.
Es gibt mehrere unterschiedliche Diamant-Varietäten, deren Kristallstrukturen durch ungünstige Wachstumsbedingungen vermehrt Gitterfehler aufweisen. Hierzu gehört u. a. Ballas (radialstrahlig, faserig) und Carbonado (schwarzer poröser polykristalliner Diamant, der bislang ausschließlich in Zentralafrika und in Südamerika gefunden wurde), aber auch die rosa Diamanten aus der Argyle Mine.

## Bildung und Fundorte

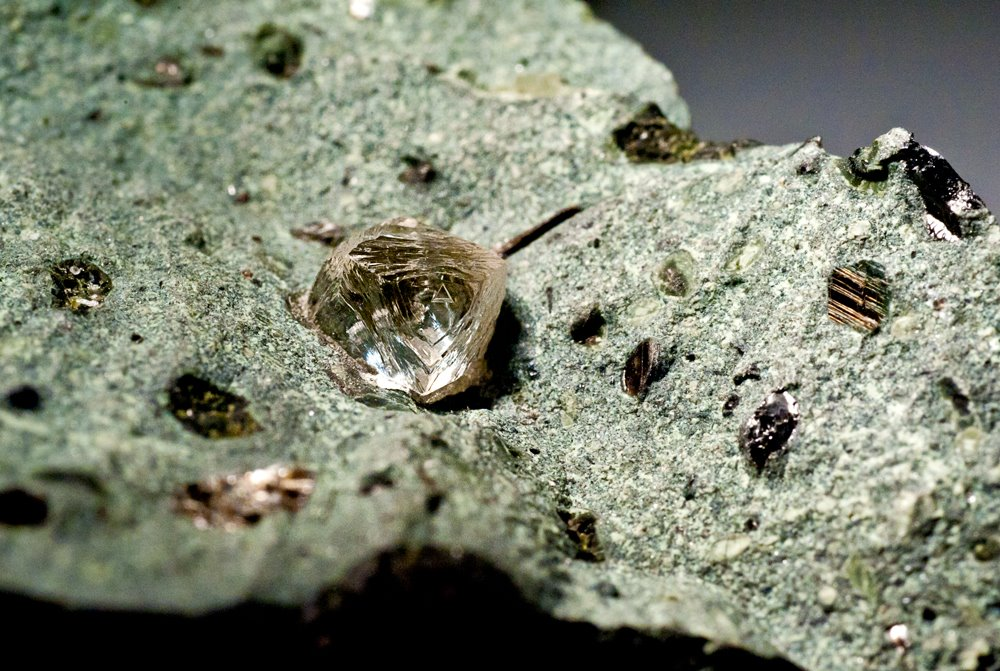
Oktaedrischer Diamant von etwa 1,8 Karat (6 mm) in Kimberlit aus dem Diamantbergwerk Finsch, Südafrika

Diamanten, die groß genug für die Schmuckproduktion sind, bilden sich nur im Erdmantel unter hohen Drücken und Temperaturen, typischerweise in Tiefen zwischen 250 und 800 Kilometern und bei Temperaturen von 1200 bis 1400 °C. Bei der Tiefe gelten als primäre Herkunftsorte der Diamanten zum einen die (1) untere Asthenosphäre und die Mantelübergangszone im oberen Mantel und zum anderen (2) die Grenzregion oberer/unterer Mantel, sowie der oberste untere Mantel. Einschlüsse aus den Diamanten des Typ (1) weisen auf eklogitisches Muttergestein im Erdmantel hin, während das Muttergestein des Typ (2) wahrscheinlich meta-peridotitisches Material ist. Man vermutet, dass Diamanten in der Natur in einer Schmelze kristallisieren, was mit dem Vorkommen von partiellen Gesteinsschmelzen in den beiden oben genannten Bereichen des Erdmantels nicht nur übereinstimmen würde, sondern vermutlich dann auch hiervon abhängig wäre. Nicht nur die beiden Muttergesteinstypen im Erdmantel weisen auf einen Zusammenhang mit subduziertem Ozeanboden hin, dieser Umstand würde auch das Vorhandensein der Gesteinsschmelzen aufgrund von Entwässerungsreaktionen bei Mineral-Phasenübergängen erklären. Gasreiche vulkanische Magmen, Kimberlitischer und im Einzelfall auch Lamproitischer Zusammensetzung (Argyle Minen in Kimberley (Australien) sind der einzige bekannte Diamantführende Lamproit-Diatrem), transportieren Bruchstücke des Erdmantels mit den enthaltenen Diamanten bei ihrer Eruption in relativ hoher Geschwindigkeit (ca. 70 km/h) an die Erdoberfläche, wo sie in den Diatremen (engl. Pipes), den vulkanischen Eruptivschloten, gefunden werden. Entsprechende Bedingungen, also das Vorhandensein von Kohlenstoff und entsprechender Druck und Temperatur sind meist nur im oberen Erdmantel aus dem Archaikum und Hadaikum gegeben, weswegen sich die Exploration meist auf die entsprechend alten Krustenabschnitte beschränkt.
Die jeweilige Transportdauer aus der Tiefe wird auf wenige Stunden geschätzt, so dass aufgrund der Schnelligkeit keine Phasenumwandlung zu Graphit stattfindet. Die letzte Phase der Eruption erfolgt mit Überschallgeschwindigkeit. Diamanten sind Fremd- oder Xenokristalle in Kimberlit und Lamproit und in diesen Magmen chemisch nicht stabil (metastabil). So kann man an natürlichen Diamanten immer Auflösungserscheinungen beobachten. Von ihren Vorkommen in Diatremen können die Diamantkristalle durch natürliche Verwitterungsprozesse, bei denen sie aufgrund ihrer Härte intakt bleiben, abtransportiert und in Sedimentgesteinen angereichert werden, die heute eine der Hauptquellen dieses Minerals darstellen. Solche Vorkommen nennt man alluvial. Insbesondere die besten, einschlussarmen Diamanten überstehen den Transport unbeschädigt, sodass alluviale Vorkommen besonders viele Diamanten von Edelsteinqualität enthalten.
Metamorphe sogenannte UHP-Mikrodiamanten (engl. Ultra-High-Pressure) wurden zum Beispiel im Erzgebirge, in Griechenland und in Kasachstan gefunden. Die Vorkommen sind an Abschnitte der Erdkruste gebunden, die während einer Gebirgsbildung und Metamorphose hohen Drücken und Temperaturen ausgesetzt wurden.
In einer reduzierenden Umgebung, wie bei der Serpentinisierung am Ozeanboden, können Diamanten auch unter deutlich niedrigeren Drücken entstehen.

### Herkunft des Kohlenstoffes
Kohlenstoff kommt im Erdmantel relativ selten vor, entweder stellt er einen Restbestand des Kohlenstoffes dar, der während der Differentiation des Erdkörpers nicht in die Kruste ging, oder er wurde durch die Überschiebung oder Subduktion von ozeanischer Kruste wieder in diese Tiefen gebracht. Mitunter haben daher Diamanten Isotopenzusammensetzungen, die auf einen biogenen Ursprung des Kohlenstoffs hinweisen und salzige Einschlüsse.

### Irdische Vorkommen

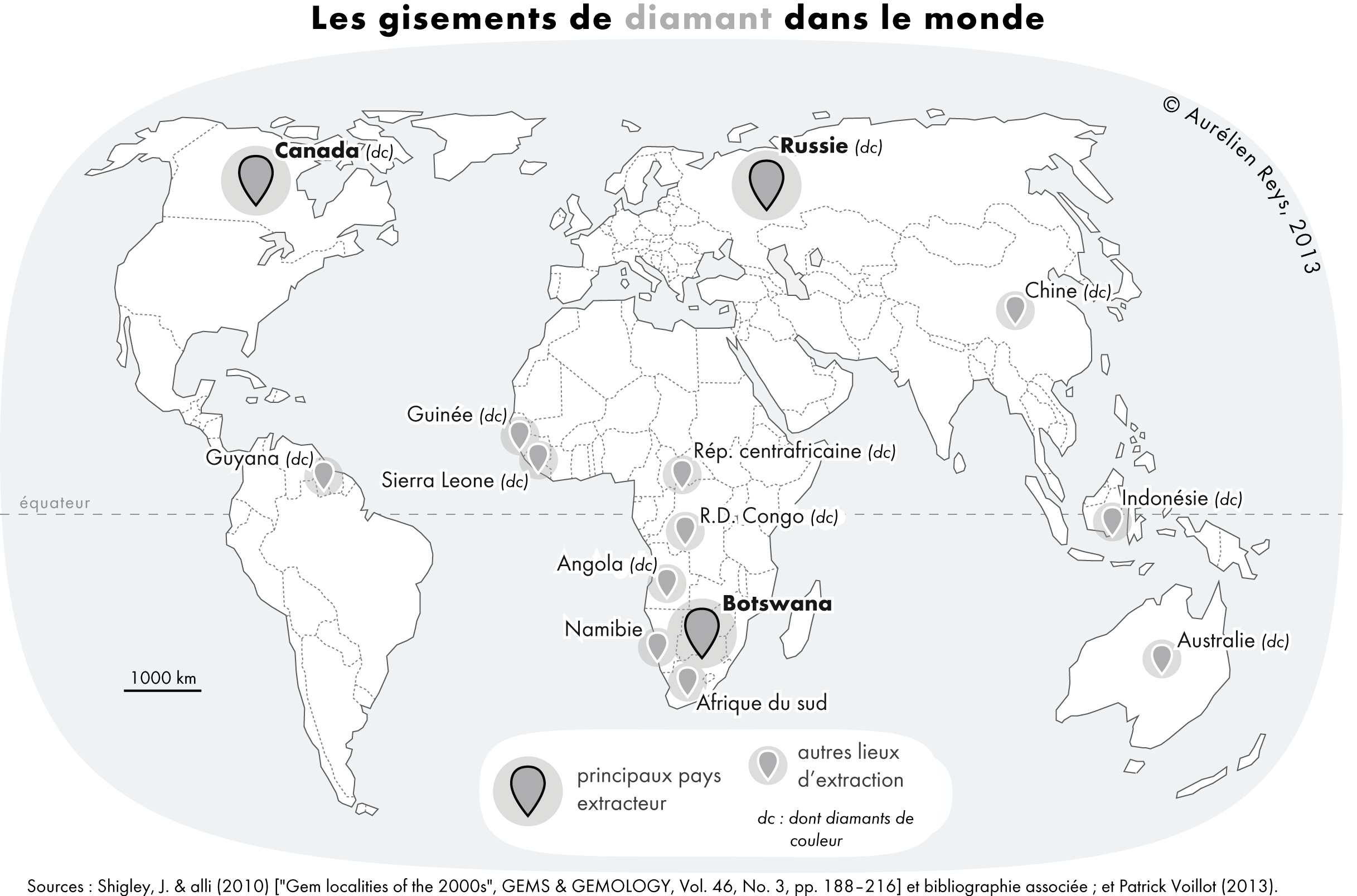
Karte mit Gewinnungsregionen von Diamanten

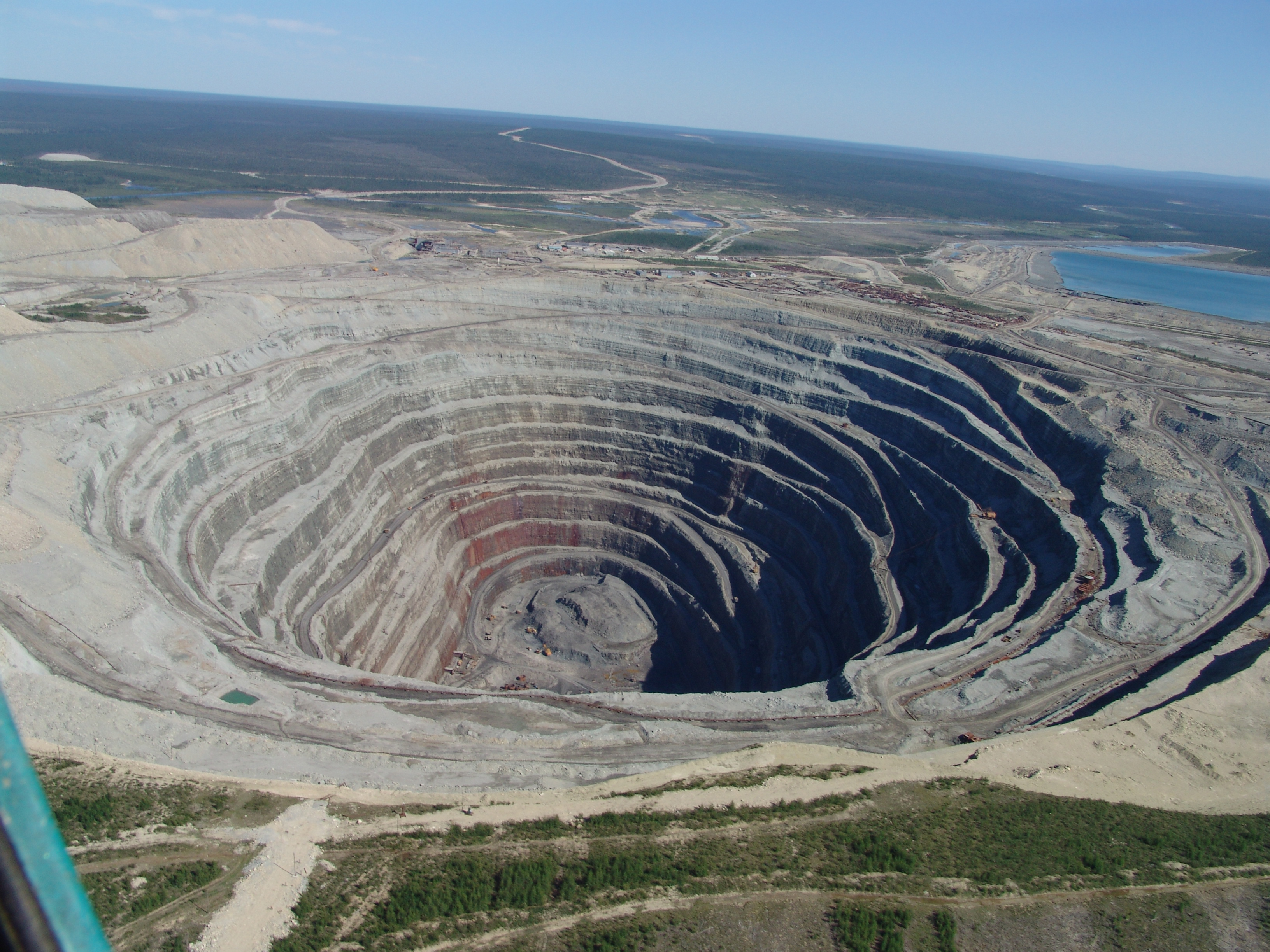
Der sibirische Udatschnaja-Tagebau im größten Diamantvorkommen Russlands

Die größten Diamantvorkommen befinden sich in Russland, Afrika, insbesondere in Südafrika, Namibia, Angola, Botswana, der Demokratischen Republik Kongo und Sierra Leone, in Australien, Kanada und in Brasilien. Inzwischen wurden auf allen Kontinenten Diamanten gefunden.
Insgesamt kennt man bisher (Stand: 2015) rund 700 Fundorte für Diamanten. In Deutschland fand man Diamanten unter anderem am Nördlinger Ries und in der Nähe der Talsperre Saidenbach bei Pockau-Lengefeld (Sachsen).
Da Diamanten auf der Erde erst ab ca. 140 km Tiefe stabil sind, findet man die größten Exemplare dann, wenn sie besonders schnell (in der Regel mit Magmen) aus mindestens dieser Tiefe nach oben kamen, es konnten sogar Diamanten aus dem unteren Erdmantel nachgewiesen werden. Durch rein tektonische Prozesse (durch Exhumierung) an die Erdoberfläche gelangte Diamanten sind meist relativ klein (Durchmesser meist kleiner als 1 mm).

### Abbau
Diamanten werden meist aus Schloten (engl. pipes) von erloschenen Vulkanen gewonnen, die in ihrer Schlotfüllung meist senkrecht nach unten, zuerst im Tagebau, dann unter Tage, abgebaut werden. Das Muttergestein wird dabei zermahlen, um die Diamantkristalle aus dem Gesteinsverbund zu trennen. Umfänglicher Tagebau dieser Art wird in Botswana, Russland und Angola betrieben. In der Demokratischen Republik Kongo, in Namibia und Südafrika kommen darüber hinaus Diamanten im Binnenland in den Schotterterrassen einiger Flusstäler und in den teilweise wüstenartigen Küstenstreifen am Atlantik in Alluvialböden sowie untermeerisch auf dem Festlandsockel vor, wo sie nach Erosion ihrer Primärlagerstätte durch äußere natürliche Einwirkungen, mit anderen Flussgeröllbestandteilen, hingelangten. Der Bergbau in diesen Lagerstätten ist sehr flächenintensiv und erfolgt durch mechanisches Selektieren aus den geförderten Lockersedimenten. Er bewirkt einen starken Eingriff in die betroffenen Ökosysteme. Für den Abbau unter Wasser werden speziell konstruierte Schiffe eingesetzt, auf denen die Diamanten aus dem angesaugten Sand gewaschen werden.
Wirtschaftlich abbaubare Diamantvorkommen treten meist in Kimberlitgestein auf, die mindestens 2,5 Milliarden Jahre alte Gesteinskomplexe durchschlagen haben. Diese Gesteinskomplexe sind Teil der geologisch ältesten Bereiche der heutigen Kontinente, der sogenannten Festlandskerne oder Kratone, die sich durch eine enorm hohe Lithosphärendicke (300 km) auszeichnen. Die Entstehung der diamanthaltigen Kimberlite und damit auch der wesentlichen Diamantvorkommen ist an sogenannte Plumes gebunden; in diesen Bereichen steigt Material aus dem Erdmantel auf, erwärmt die darüberliegende Lithosphäre stark und führt zu Vulkanismus (siehe auch Hotspot).
Die Weltproduktion an Naturdiamant (etwa durch Rio Tinto Group) liegt heute bei etwa zwanzig Tonnen pro Jahr, womit derzeit nur noch etwa 20 % des industriellen Bedarfs gedeckt werden können. Daher füllen in steigendem Maße synthetisch erzeugte Diamanten, deren Eigenschaften wie Zähigkeit, Kristallhabitus, Leitfähigkeit und Reinheit genau beeinflusst werden können, diese Nachfragelücke.

### Extraterrestrische Entstehung und Vorkommen
Mikrodiamanten entstehen vor allem bei Meteoriteneinschlägen: Bei den dabei auftretenden hohen Temperaturen und Druckverhältnissen wird irdischer Kohlenstoff so stark komprimiert, dass sich kleine Diamantkristalle und auch Lonsdaleite bilden, die sich aus der Explosionswolke ablagern und noch heute in der Umgebung von Meteoritenkratern wie dem Barringer-Krater nachgewiesen werden können. Mikrodiamanten kommen auch in Fundstücken von Eisenmeteoriten und ureilitischen Achondriten vor, wo sie vermutlich durch Schockereignisse aus Graphit gebildet wurden. Winzige Diamanten, wegen ihrer typischen Größe von nur einigen Nanometern oft Nanodiamanten genannt, kommen zudem in Form von präsolaren Mineralen in primitiven Meteoriten vor.

### Kohlige Chondriten

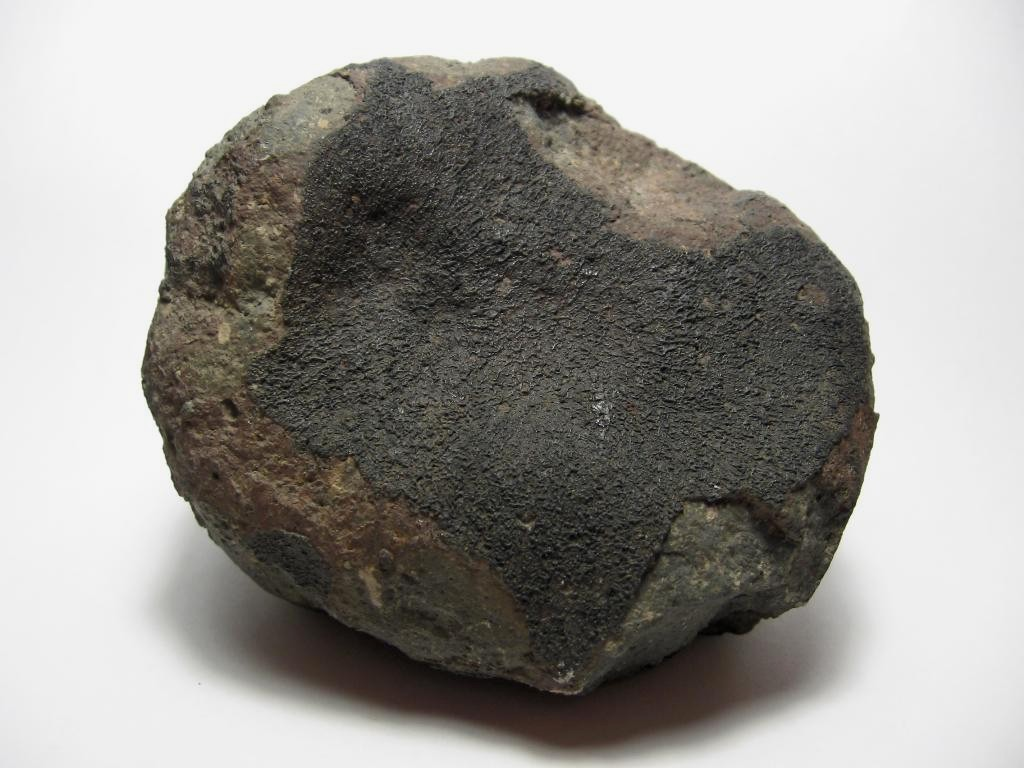
Kohliger Chondrit

Kohlige Chondrite sind Steinmeteorite mit einem vergleichsweise hohen (bis zu 3 %) Anteil an Kohlenstoff. Diese enthalten manchmal winzige, nanometergroße Diamanten, die außerhalb unseres Sonnensystems entstanden.

## Synthetische Herstellung

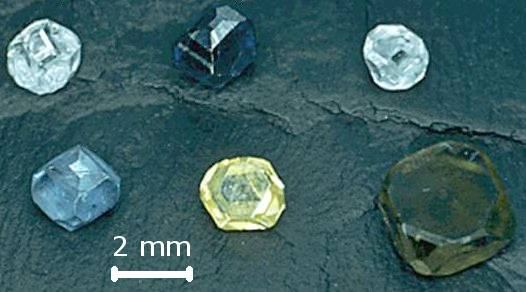
Synthetische Diamanten

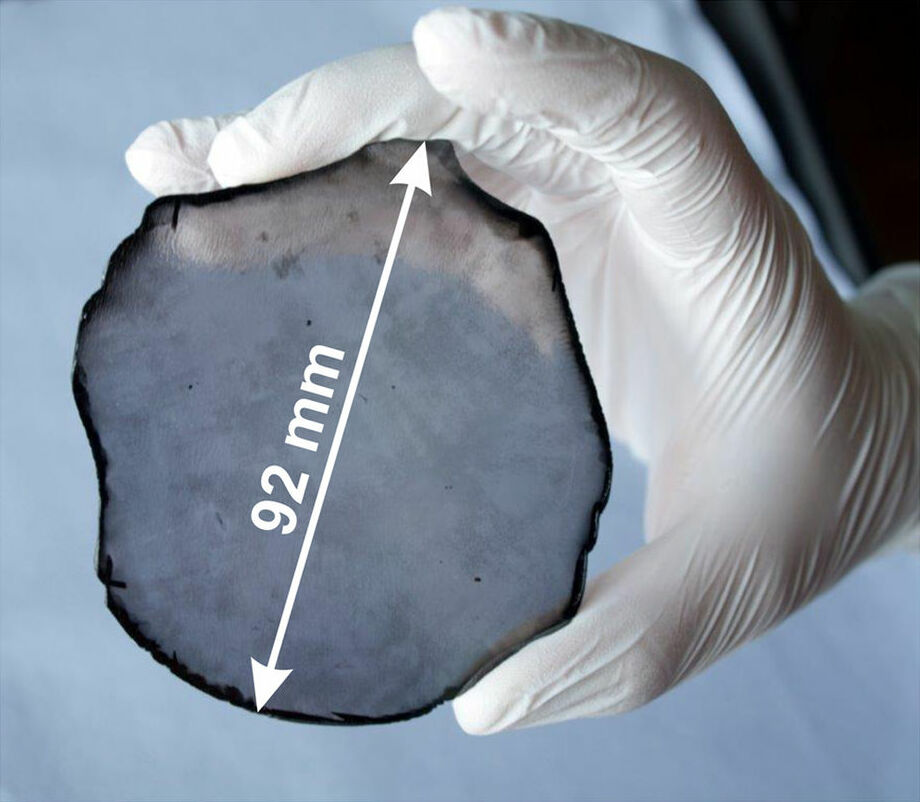
Synthetischer Diamant-Einkristall mit Durchmesser 92 mm und Gewicht 155 Karat

Die Herstellung synthetischer Diamanten gelang erstmals am 15. Februar 1953 dem Physiker Erik Lundblad bei dem schwedischen Elektrotechnik-Konzern ASEA.

### Herstellungsverfahren

#### Hochdruck-Hochtemperatur-Verfahren
Seit 1955 ist es mit Hilfe des sogenannten Hochdruck-Hochtemperatur-Verfahrens (HPHT – englisch: high-pressure high-temperature) möglich, künstliche Diamanten herzustellen. Bei diesem Verfahren wird Graphit in einer hydraulischen Presse bei Drücken von bis zu 6 Gigapascal (60.000 bar) und Temperaturen von über 1500 °C zusammengepresst. Unter diesen Bedingungen ist Diamant die thermodynamisch stabilere Form von Kohlenstoff, so dass sich der Graphit zu Diamant umwandelt. Dieser Umwandlungsprozess kann unter Beigabe eines Katalysators beschleunigt werden (meist Eisencarbonyl). Auch mit Katalysator dauert der Umwandlungsprozess immer noch einige Wochen. Analog zum Diamant lässt sich aus der hexagonalen Modifikation des Bornitrids ebenfalls unter Verwendung der Hochdruck-Hochtemperatur-Synthese kubisches Bornitrid (CBN) herstellen. CBN erreicht nicht ganz die Härte von Diamant bis Temperaturen von ca. 700 °C, ist aber zum Beispiel bei hohen Temperaturen gegen Sauerstoff beständig.
Das Verfahren wird auch im Zuge der sogenannten Diamantbestattung angewandt. Dabei wird Kohlenstoff aus der Asche von Verstorbenen zu Diamanten gepresst.

#### Detonationssynthese
Weitere Verfahren zur Erzeugung hoher Temperaturen und Drücke sind die sogenannte Detonationssynthese und die Schockwellensynthese. Bei der Detonationssynthese unterscheidet man zwischen der Detonation eines Gemischs aus Graphit und Explosionsstoff oder ausschließlich die Detonation von Explosionsstoffen. Beim Letztgenannten wird hierzu ein Sprengstoffgemisch aus TNT (Trinitrotoluol) und RDX (Hexogen) in einem abgeschlossenen Behälter gezündet. Der Sprengstoff liefert die benötigte Energie und ist gleichzeitig Kohlenstoffträger. Der nötige Druck zur Umwandlung von Kohlenstoffmaterial in Diamant wird bei der Schockwellensynthese durch das Einwirken einer externen Schockwelle, ebenfalls ausgelöst durch eine Explosion, herbeigeführt. Durch die Explosion wird eine mit Kohlenstoffmaterial gefüllte Kapsel komprimiert. Diese Kraft bewirkt eine Umwandlung des innen liegenden Kohlenstoffmaterials in Diamant. Industriediamant ist ebenso hart wie natürlicher Diamant.

#### Schichten
Eine Alternative zur Herstellung künstlicher Diamanten ist die Beschichtung von Substraten mit Hilfe der chemischen Gasphasenabscheidung (engl. chemical vapour deposition, CVD). Dabei wird in einer Vakuumkammer eine einige Mikrometer dicke CVD-Diamantschicht auf den Substraten, zum Beispiel Hartmetallwerkzeugen, abgeschieden. Ausgangsstoff dabei ist typischerweise ein Gasgemisch aus Methan und Wasserstoff, wobei ersteres als Kohlenstoffquelle dient.
Gemäß der Ostwaldschen Stufenregel sollte sich hauptsächlich metastabiler Diamant abscheiden; nach der Ostwald-Volmer-Regel bildet sich wegen seiner geringeren Dichte vorwiegend Graphit. Mit atomarem Wasserstoff gelingt es, Graphit selektiv zu zersetzen und die Bildung von Diamant zu begünstigen. Atomarer Wasserstoff (H) entsteht in einem thermisch oder elektrisch aufgeheizten Plasma aus molekularem Wasserstoffgas (H2). Die Substrattemperatur muss unterhalb von 1000 °C liegen, um die Umwandlung in das stabile Graphit zu unterbinden. Es lassen sich dann Wachstumsraten von mehreren Mikrometern pro Stunde erreichen.
Als weitere Entwicklung können mit Hilfe der Technik der Plasmabeschichtung zum Beispiel mit PECVD nur wenige Nanometer bis Mikrometer dünne Schichten aus sogenanntem diamantartigem Kohlenstoff (DLC: diamond-like carbon) hergestellt werden. Diese Schichten vereinigen gleichzeitig eine sehr hohe Härte und sehr gute Gleitreibungseigenschaften. In ihnen liegt, je nach Beschichtungsparametern, eine Mischung von sp2- und sp3-hybridisierten Kohlenstoffatomen vor. Es handelt sich daher bei diesen Schichten nicht um Diamant. Diese Schichten haben jedoch bestimmte Eigenschaften des Diamanten und werden daher als „diamantähnlich“ oder „diamantartig“ bezeichnet. Über die Steuerung des Prozesses und der Wahl des Precursormaterials können viele Arten von harten wasserstofffreien bis hin zu sehr elastischen wasserstoffhaltigen Kohlenstoffschichten erzeugt werden.

#### Homo- und Heteroepitaxie
Mittels durch ein Mikrowellen-Plasma unterstützter Chemischer Gasphasenabscheidung (MWPCVD) gelingt es, auf dünnen Diamantsubstraten oder auch auf gitterangepassten Fremdsubstraten (Heteroepitaxie) dicke Diamantkörper herzustellen. Auf letzterem Verfahren beruhte die im Jahr 2016 gelungene Herstellung eines scheibenförmigen Diamanten von 155 Karat Gewicht und 92 mm Durchmesser. Das Verfahren besteht darin, dass einerseits aus Kohlenwasserstoffen (z. B. Methan) im Plasma Kohlenstoff frei wird und sich abscheidet, andererseits sorgt ein hoher Anteil atomaren Wasserstoffs im Plasma dafür, dass alle nicht diamantartig abgeschiedenen Strukturen wieder abgetragen werden. Das 2008 vielversprechendste Substrat zur heteroepitaktischen Herstellung von Diamantscheiben ist eine Mehrschichtstruktur aus einer Iridiumschicht auf Yttrium-stabilisiertem Zirconium(IV)-oxid (YSZ), das auf einem einkristallinen Silicium-Wafer abgeschieden wurde.

### Weiterverarbeitung
Dieser kommerziell erfolgreiche Weg liefert Diamantpulver in verschiedenen Feinheiten. Die synthetisch hergestellten Rohdiamanten werden zunächst mechanisch zerkleinert (Mahlen in Kugelmühlen). Verunreinigungen aus Rückständen der Edukte auf der Oberfläche der Diamantpartikel, wie nicht brennbare Verunreinigungen oder nicht umgewandelte Graphitreste, werden chemisch entfernt. Die Klassierung erfolgt bei gröberen Körnungen durch Siebung. Mikrokörnungen hingegen müssen sedimentiert werden. Hierzu wird das Diamantpulver in ein Wasserbecken gegeben. Mit Hilfe des Stokesschen Gesetzes kann die Sedimentationsgeschwindigkeit eines sphärischen Partikels berechnet werden. Die oberen Schichten des Wasser-Diamantpulver-Gemischs werden nach einer jeweiligen Sedimentationsdauer vorsichtig abgesaugt und physikalisch getrocknet.

### Magnetischer Diamant
Am Rensselaer Polytechnic Institute in Troy (New York) gelang es, magnetische Diamanten herzustellen. Sie sind nur fünf Nanometer groß und besitzen ein eigenes Magnetfeld. Der Effekt beruht auf einem Defekt im Kristallgitter. Anwendungen des gesundheitsverträglichen Kohlenstoffs werden vor allem in der Medizin prognostiziert.

### Monokristallines Diamantpulver
Monokristalliner Industriediamant (Einkristall) ist relativ kostengünstig und in großen Mengen herstellbar. In der industriellen Technik ist er deshalb weit verbreitet in Schleif-, Läpp- und Polier-Prozessen. Der Diamant weist eine monokristalline Gitterstruktur auf, die Gleitebenen sind parallel zur optischen Achse (111-Ebene) orientiert. Bei Belastung bricht das monokristalline Diamantkorn entlang der parallelen Spaltebenen. Hierdurch entstehen Körner in blockiger Form mit scharfen Schneidkanten. Sinnbildlich ausgedrückt bricht ein monokristallines Diamantkorn wie eine Salami, die in Scheiben geschnitten wird („Salamischeibenmodell“).

### Polykristallines Diamantpulver
Ein polykristalliner (Industrie-)Diamant (Vielkristall) ist aus einer Vielzahl winziger Diamantkörner zusammengesetzt. Bei Belastung brechen kleine Ecken und Kanten aus dem Diamantkorn heraus, so dass immer wieder neue, scharfe Schneidkanten entstehen (Selbstschärfungseffekt). Durch diese Charakteristik werden hohe Abtragsraten und zugleich feinste Oberflächen erreicht. Er eignet sich für das Läppen und Polieren extrem harter Materialien, wie beispielsweise Keramik oder Saphirglas.

### Nanodiamant
Nanodiamantpulver findet in verschiedenen Anwendungen und Forschungsgebieten Verwendung. Durch das große Volumen-Oberflächenverhältnis entstehen neue physikalische und chemische Eigenschaften. Nanodiamanten haben beispielsweise perfekte Schmiereigenschaften und werden daher Schmierölen zugesetzt. Ein weiteres Einsatzgebiet für Nanodiamanten soll die Krebstherapie sein.

## Beschichtetes Diamantpulver

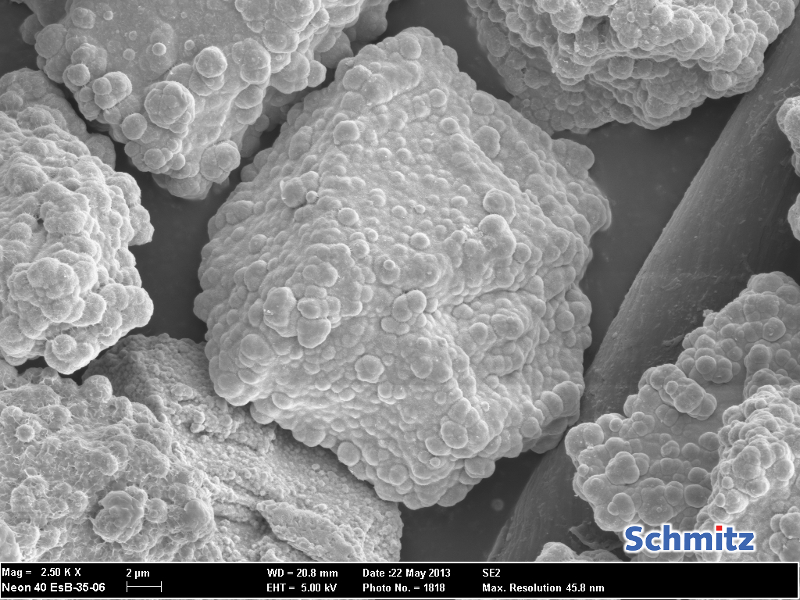
REM-Aufnahme von nickelbeschichtetem Diamantpulver

Mit Nickel, Kupfer oder Titan beschichtetes monokristallines Industriediamantpulver findet unter anderem Anwendung zur Herstellung galvanisch gebundener Diamantwerkzeuge.

## Verwendung als Schmuckstein

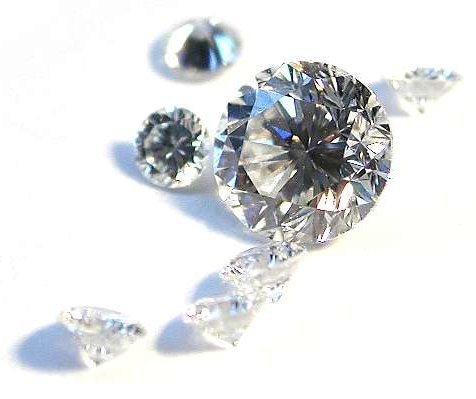
Natürliche Diamanten im Brillantschliff

Ein Diamant hat eine sehr hohe Lichtbrechung und einen starken Glanz, gepaart mit einer auffallenden Dispersion, weshalb er bis heute vorwiegend als Schmuckstein genutzt wird. Seine Brillanz beruht auf zahllosen inneren Lichtreflexionen, die durch den sorgfältigen Schliff der einzelnen Facetten hervorgerufen werden, welche in speziell gewählten Winkelverhältnissen zueinander stehen müssen. Das Ziel ist es, einen hohen Prozentsatz des einfallenden Lichtes durch Reflexionen im Inneren des Steines wieder in Richtung des Betrachters aus dem Stein austreten zu lassen. Mittlerweile werden Schliffe und deren Wirkung auf Rechnern simuliert und die Steine auf Automaten geschliffen, um über eine exakte Ausführung optimale Ergebnisse zu erreichen. Nur ein Viertel aller Diamanten ist qualitativ als Schmuckstein geeignet. Davon erfüllt nur ein kleiner Bruchteil die Kriterien, die heute an Edelsteine gestellt werden: Ausreichende Größe, geeignete Form, hohe Reinheit, Fehlerfreiheit, Schliffgüte, Brillanzwirkung, Farbenzerstreuung, Härte, Seltenheit und je nach Wunsch Farbigkeit oder Farblosigkeit.
Im frühen Mittelalter hatte der Diamant mangels Bearbeitungsmöglichkeiten noch keinen besonderen Wert, und meist wurden nur die farbigen Steine als Edelsteine bezeichnet.
Beginnend vermutlich im 14. Jahrhundert und bis zum 16. Jahrhundert wurden Diamanten mit einer glatten Spaltfläche nach unten und oben in gewölbter Form in Facetten geschliffen. Diesen Schliff nannte man Rosenschliff, spätere Varianten mit mehreren Facettenebenen die „Antwerpener Rose“. Diese Diamanten wurden dann zur Erhöhung der Reflexion in Silber über einer folierten Vertiefung gefasst, die poliert war und manchmal ebenfalls Abdrücke der Facetten des Rosenschliffes hatte.
Mit Erfindung besserer Schleifscheiben im 17. Jahrhundert konnte man Diamanten mit spitzem Unterteil schleifen, die erstmals durch Totalreflexion von oben einfallendes Licht wieder zum Betrachter reflektieren konnten. Solche Diamanten wurden dann unten offen gefasst, und viele Diamantrosen sollen dann auch umgeschliffen worden sein. Diese Schliffform zeigte, wie die unten folierten Diamantrosen, eine gute Brillanz und das Feuer des Diamanten. Bis zum 19. Jahrhundert bestand die Bearbeitung nur in zwei Techniken, dem Spalten entlang der Spaltebenen (Oktaederflächen) und dem Schleifen/Polieren. Durch die Erfindung des Sägens konnten Diamanten im modernen Schliff und mit geringerem Verarbeitungsverlust entwickelt werden. Der moderne Schliff entstand so im 20. Jahrhundert, mit einer deutlich höheren Lichtausbeute, die das Feuer in den Hintergrund drängt.
Seit den 1980er Jahren werden Diamanten unter anderem mit Lasern bearbeitet, um dunkle Einschlüsse zu entfernen und Steine zu kennzeichnen. Die Eigenfarbe von Diamant lässt sich nicht so einfach wie bei anderen Schmucksteinen beeinflussen. Unansehnliche Steine gibt man zur Farbveränderung seit den 1960er Jahren in Kernreaktoren zur Bestrahlung. Das Resultat sind dauerhafte Farbveränderungen. Schmutzig graue, weiße und gelbliche Steine erhalten ein leuchtendes Blau oder Grün. Daran kann sich noch eine Wärmebehandlung anschließen, wobei die durch Strahlung erzeugten Kristallveränderungen zum Teil wieder „ausheilen“ und als weitere Farbveränderung sichtbar werden. Die Resultate sind nicht immer eindeutig vorhersehbar.

### Diamantbestimmung

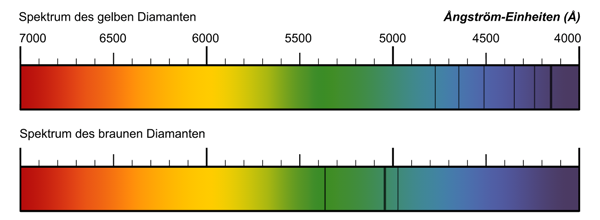
Diamant-Spektrum, Zahlenangaben in Ångström-Einheiten

Kriterien zur Erkennung eines Diamanten sind u. a. seine Dichte, Härte, Wärmeleitfähigkeit, Glanz, Lichtstreuung oder Dispersion, Lichtbrechung oder Refraktion sowie Art und Ausbildung vorhandener Einschlüsse.
Ein weiteres wichtiges Unterscheidungsinstrument zwischen naturfarbenen und künstlich gefärbten Diamanten liegt in der Absorptions-Spektroskopie. Diamanten kommen in verschiedenen Farben und Schattierungen vor, unter anderem Gelb, Braun, Rot und Blau. Die Farben beruhen hauptsächlich auf Einbau von Fremdelementen (z. B. Stickstoff oder Bor) im Kohlenstoffgitter des natürlichen Diamanten.

### Brillanten

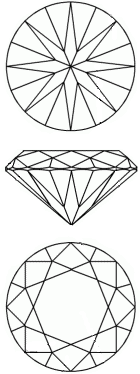
Eppler-Brillant

Eine besonders charakteristische – und für Diamanten die mit Abstand häufigste – Schliffform ist der Brillantschliff. Seine Merkmale sind mindestens 32 Facetten und die Tafel im Oberteil, eine kreisrunde Rundiste, sowie mindestens 24 Facetten im Unterteil. Nur derartig geschliffene Diamanten dürfen als Brillanten bezeichnet werden. Zusätzliche Angaben wie echt oder ähnliche sind dabei nicht erlaubt, da irreführend. Die Bezeichnung Brillant bezieht sich stets auf Diamanten. Zwar ist es möglich – und auch nicht unüblich –, andere Edelsteine oder Imitate im Brillantschliff zu verarbeiten, diese müssen dann aber eindeutig bezeichnet sein, zum Beispiel als Zirkonia in Brillantschliff.

### Bewertung von geschliffenen Diamanten
Zur Bewertung der Qualität und damit auch des Preises eines geschliffenen Diamanten werden als Kriterien die sogenannten vier C: Carat (Karat), Color (Farbe), Clarity (Klarheit), Cut (Schliff) herangezogen.
Der Preis pro Karat liegt 2010 laut dem Kimberley Process Certification Scheme zwischen 342,92 US$ (bei Diamanten aus Namibia) und 67,34 US$ (aus Russland). Besonders seltene und hochkarätige Exemplare erzielen jedoch meist auf Auktionen extrem höhere Preise. So wurde am 13. November 2018 bei einer Versteigerung im Auktionshaus Christie’s für einen rosa Diamanten namens Pink Legacy 39,1 Millionen Euro erzielt, was mit 2,6 Millionen Dollar pro Karat einen neuen Weltrekord aufstellte. Am 4. April 2017 erzielte der 59,6 Karat schwere Pink Star bei Sotheby’s Hong Kong 71,2 Millionen Dollar (ca. 67 Millionen Euro). Für den berühmten Oppenheimer Blue, einen blauen Diamanten mit 14,62 Karat und dem Prädikat „Fancy Vivid Blue“ für die seltenste und gefragteste Farbausprägung bei blauen Diamanten, waren bei Christie’s Genf am 19. Mai 2016 57 Millionen Dollar (ca. 51 Millionen Euro) das höchste Gebot.

#### Diamantpreis je Karat
Der Preis für geschliffene Diamanten steigt nicht linear zum Diamantgewicht, sondern etwa quadratisch. Als Beispiel dienen gemittelte Preise je Karat für drei beliebte Diamantgrößen. Ein Einkaräter kostet im Handel demnach pro Karat etwa das 4-fache wie ein Diamant mit 0,25 ct. Ein Halbkaräter kostet pro Karat das 1,8-fache.
| Bezeichnung    | Gewicht einzeln | Stück je Karat | Karatpreis (gerundet) | Mehrpreis rel. 0,25 ct |
| -------------- | --------------- | -------------- | --------------------- | ---------------------- |
| Viertelkaräter | 0,25 ct         | 4              | 1200 €/ct             | +000 %                 |
| Halbkaräter    | 0,50 ct         | 2              | 2200 €/ct             | 0+83 %                 |
| Einkaräter     | 1,00 ct         | 1              | 4800 €/ct             | +300 %                 |

#### Gewicht in Karat(Carat Weight)
Die Gewichtseinheit für Edelsteine ist das Karat, Abkürzung ct. Der Name dieser Einheit leitet sich von der arabischen bzw. griechischen Bezeichnung für die Samen des Johannisbrotbaums (lat. Ceratonia siliqua) ab. Diese wurden früher als Gewichte verwendet. Ein metrisches Karat entspricht exakt 0,2 Gramm.

#### Reinheit(Clarity)
Zur Beschreibung der Reinheit werden folgende Abkürzungen und Fachbegriffe verwendet (Rangfolge), wobei sich die Kriterien auf die Begutachtung durch einen geübten Fachmann beziehen:
| Kurzbezeichnung | Bedeutung                   | Beschreibung                                                                                        |
| --------------- | --------------------------- | --------------------------------------------------------------------------------------------------- |
| fl              | flawless                    | auch bei 10-facher Vergrößerung lupenrein (keine Einschlüsse und keine äußeren Fehler erkennbar)    |
| if              | internally flawless         | bis auf mögliche Oberflächenspuren von der Verarbeitung lupenrein                                   |
| vvs1 / vvsi     | very, very small inclusions | Einschlüsse sind auch bei zehnfacher Vergrößerung nur sehr, sehr schwer zu erkennen.                |
| vvs2            | very, very small inclusions | Einschlüsse sind auch bei zehnfacher Vergrößerung nur sehr schwer zu erkennen.                      |
| vs1 / vsi       | very small inclusions       | Einschlüsse sind bei zehnfacher Vergrößerung schwer zu erkennen.                                    |
| vs2             | very small inclusions       | Einschlüsse sind bei zehnfacher Vergrößerung zu erkennen.                                           |
| si1             | small inclusions            | Einschlüsse sind bei zehnfacher Vergrößerung leicht zu erkennen.                                    |
| si2             | small inclusions            | Einschlüsse sind bei zehnfacher Vergrößerung, jedoch nicht mit bloßem Auge sehr leicht zu erkennen. |
| pi1             | Piqué I (Pikee I)           | Einschlüsse mit bloßem Auge gerade noch erkennbar, mindern die Brillanz jedoch nicht.               |
| pi2             | Piqué II (Pikee II)         | Einschlüsse mit bloßem Auge erkennbar, mindern die Brillanz schwach                                 |
| pi3             | Piqué III (Pikee III)       | Einschlüsse mit bloßem Auge leicht erkennbar und mindern die Brillanz deutlich.                     |

#### Farbe(Colour)
Diamanten, die für das ungeübte Auge farblos zu sein scheinen, können vom Fachmann in verschiedene Farbklassen eingeteilt werden – die sogenannte Weißreihe, die von D (farblos) bis Z (hellbraun oder gelb) reicht:
| Nr. | Farbklasse            | Bezeichnung   | GIA-Bezeichnung |
| --- | --------------------- | ------------- | --------------- |
| 1   | Hochfeines Weiß+      | River         | D               |
| 2   | Hochfeines Weiß       | River         | E               |
| 3   | Feines Weiß+          | Top Wesselton | F               |
| 4   | Feines Weiß           | Top Wesselton | G               |
| 5   | Weiß                  | Wesselton     | H               |
| 6   | Leicht getöntes Weiß+ | Top Crystal   | I               |
| 7   | Leicht getöntes Weiß  | Top Crystal   | J               |
| 8   | Getöntes Weiß+        | Crystal       | K               |
| 9   | Getöntes Weiß         | Crystal       | L               |
| 11  | Getönt 1              | Top Cape      | M, N            |
| 12  | Getönt 2              | Cape          | O               |

#### Schliff(Cut)

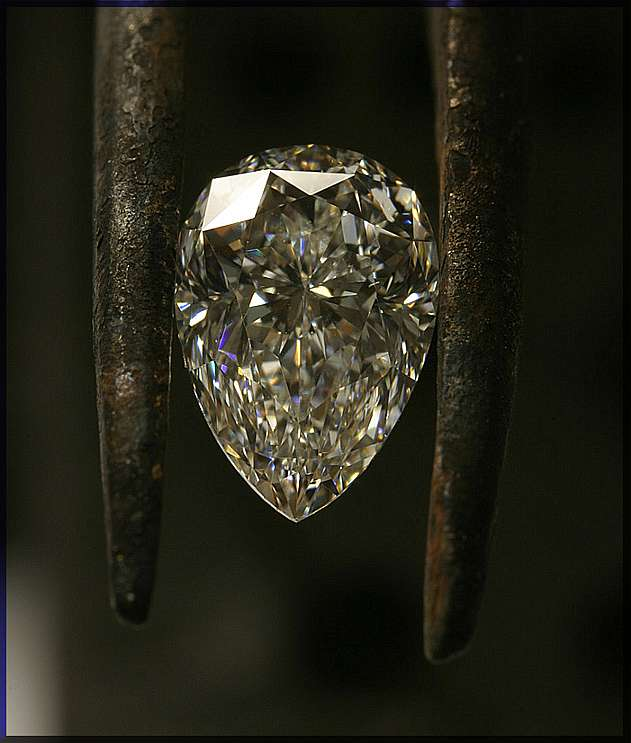
Natürlicher Diamant im Tropfenschliff (Pendeloque)

Der Schliff ist für das Feuer eines Diamanten maßgeblich. So kann der eine geradezu leblos wirken, während aus dem anderen scheinbar Funken sprühen. Nachfolgende Übersicht unterscheidet folgende fünf Qualitätsstufen:
| Nr. | Schliff (cut)         | Beschreibung |
| --- | --------------------- | --- |
| 1   | Exzellent (Excellent) | perfekt geschliffene Facetten und für die Reflexionen idealen Proportionen, maximale Lichtausbeute                      |
| 2   | Sehr gut (Very Good)  | hervorragende Brillanz, wenige oder nur geringfügige äußere Merkmale, sehr gute Proportionen                            |
| 3   | Gut (Good)            | gute Brillanz, einige äußere Merkmale, Proportionen mit geringen Abweichungen                                           |
| 4   | Ziemlich (Fair)       | Brillanz gemindert, mehrere größere äußere Merkmale, Proportionen mit erheblichen Abweichungen                          |
| 5   | Mangelhaft (Poor)     | Brillanz erheblich gemindert, große und/oder zahlreiche äußere Merkmale, Proportionen mit sehr deutlichen Abweichungen. |

Die wichtigsten gemmologischen Labors (GIA und IGI) weisen auf ihren Zertifikaten die Schliffqualität der Diamanten nach obgenannten Kriterien aus, das weniger bekannte Labor AGS setzt mit Ideal (Ideal) noch eine Stufe über Exzellent (Excellent). Beim Labor HRD wird auf den gemmologischen Zertifikaten nicht bloß die Qualität des Schliffs, sondern auch die Proportionen und die Politur bewertet. Auf die geringste Stufe Mangelhaft (Poor) wird verzichtet.

#### Fluoreszenz
Die Fluoreszenz beschreibt ein Bewertungskriterium bei geschliffenen Diamanten. Ein Diamant mit niedriger Fluoreszenz leuchtet unter UV-Licht leicht, bei höherer Fluoreszenz stark bläulich. Starke Fluoreszenzen können den Wert weißer Diamanten herabsetzen. Die Fluoreszenz eines Diamanten wird in einer Skala gemessen:
| Nr. | Fluoreszenz | Beschreibung            |
| --- | ----------- | ----------------------- |
| 1   | None        | Keinerlei Fluoreszenz   |
| 2   | Faint       | Sehr wenig Fluoreszenz  |
| 3   | Medium      | Mittlere Fluoreszenz    |
| 4   | Strong      | Klare Fluoreszenz       |
| 5   | Very Strong | Sehr starke Fluoreszenz |

#### Konflikte(Conflicts)
Rohdiamanten zur Finanzierung von Bürgerkriegen (siehe Abschnitt Soziale Einflüsse) sind geächtet und treten zunehmend als „fünftes C“ in das Bewusstsein der Bevölkerung. Rohdiamanten ohne Herkunftsangabe und Kimberly-Zertifikat werden von Händlern weitgehend geächtet. Für geschliffene Diamanten gibt es in der Regel keinen Herkunftsnachweis.

### Fancy Diamonds
Der Name Fancy Diamonds (englisch fancy „schick“), auch kurz Fancys genannt, bezeichnet farbige Diamanten. Zwar sind die meisten Diamanten farbig, viele sind jedoch unattraktiv. So kann die Eigenfarbe des Diamanten von allen Tönungen im Bereich Grau, Gelb, Grün, Braun dominiert werden; gelegentlich wechselt sie auch innerhalb eines Steines. Reine intensive Farben sind selten und wertvoll; entsprechend werden bessere Preise dafür bezahlt, die zum Teil beträchtlich über dem Standard für farblose Diamanten liegen können. So werden pinkfarbene Diamanten um den Faktor 50 höher bewertet als weiße. Statistisch gesehen ist bei 100.000 Diamanten durchschnittlich nur ein „Fancy“-Diamant dabei. Gelb- und Brauntöne, die mehr als 80 Prozent aller farbigen Diamanten ausmachen, sind im engeren Sinne keine Fancys. Kanariengelb oder Cognacgoldbraun sind hingegen Fancy-Farben. Eine große Sammlung farbiger Diamanten ist die Aurora Collection.
Ein Diamant kann durch radioaktive Bestrahlung seine Farbe verändern. Nach einer künstlichen Bestrahlung folgt oft eine Temperaturbehandlung, die die Farbe ebenfalls beeinflusst. Bei künstlich bestrahlten Diamanten muss die Farbbehandlung im Zertifikat angegeben werden, da sie deutlich geringwertiger sind.
Die Farbbezeichnungen werden zu Verkaufszwecken gewählt: Goldorange, Lemon, Schoko, Noir/Black, Electric-Blue. Die erste große Fancy-Quelle wurde 1867 in Südafrika gefunden. Seit den 1980er Jahren ist die Argyle Mine in Australien die wichtigste Fundstätte für pinkfarbene bis rote Fancy-Diamanten.
Man unterscheidet sieben Fancy-Farben, neben denen noch viele weitere Zwischenfarben wie Gold, Grau oder Gelbgrün existieren. Für die Färbung ist je ein anderer Stoff verantwortlich:

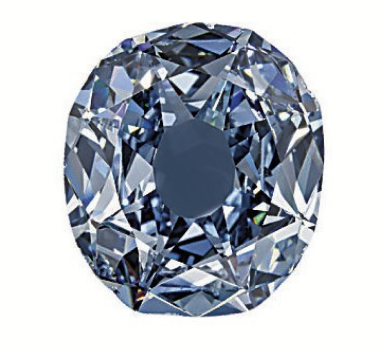
Der Blaue Wittelsbacher

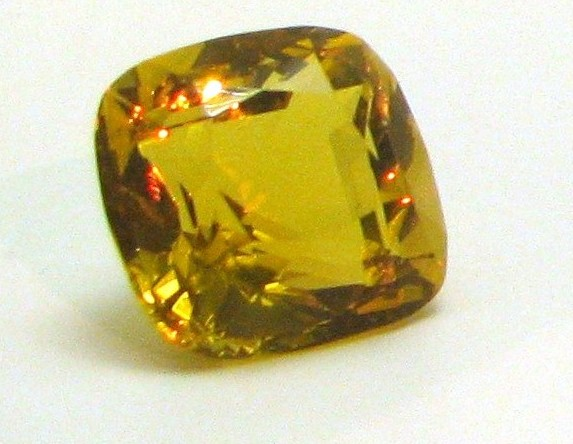
Kopie des Tiffany-Diamanten

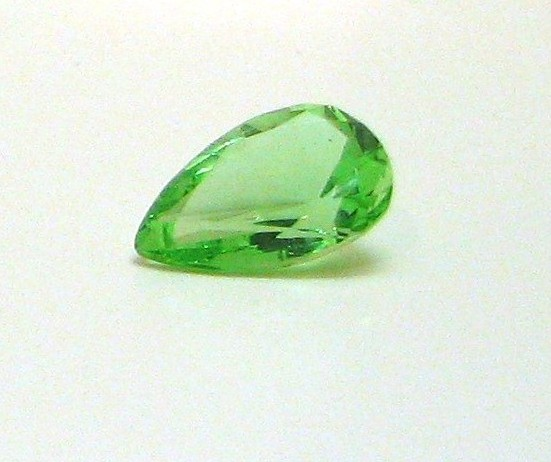
Kopie des Grünen Dresden

- Kanariengelb: Für die Gelbtöne ist Stickstoff verantwortlich. Je größer der Stickstoffgehalt, desto intensiver der Gelb- oder auch Grünton. Der berühmteste und wahrscheinlich größte gelbe Diamant ist der Tiffany-Diamant von 128,51 Karat, sein Rohgewicht betrug 287,42 Karat. Gelb ist nach Weiß und zusammen mit Braun die häufigste Farbe von Diamanten. Ein weiterer berühmter gelber Diamant ist der Golden Jubilee.
- Braun: Für die Brauntöne sind Defekte im Kristallgitter verantwortlich. Der größte braune geschliffene Diamant ist der Earth Star mit 111,6 Karat. Der größte je gefundene braune Diamant ist wahrscheinlich der Lesotho Brown mit 601 Karat.
- Blau: Das Element Bor ist für die blaue Färbung von Diamanten verantwortlich. Der größte und berühmteste blaue Diamant ist der angeblich verfluchte Hope-Diamant, der ungeschliffen 112,5 Karat wog und in geschliffenem Zustand heute 45,52 Karat wiegt. Aus der Sammlung Rachel Lambert Mellon wurde 2014 von Sotheby’s in New York ein tropfenförmiger blauer Diamant mit „nur“ 9,75 Karat (1,95 Gramm) für 32,6 Millionen Dollar (26,3 Millionen Euro) versteigert, es ist damit der bisher höchste Karatwert für einen Diamant in Höhe von 3,35 Millionen Dollar erzielt worden.[50] Der Oppenheimer Blue mit 14,62 Karat, vom Gemological Institute of America als größter blauer Diamant klassifiziert, wurde bei einer Auktion im Mai 2016 für eine Rekordsumme von 57,5 Millionen Dollar (51,3 Millionen Euro) versteigert.[51]
- Grün: Der bekannteste und vielleicht auch größte Diamant dieser Farbe ist der Dresdner Grüne Diamant mit einem Gewicht von 41,0 Karat (ungeschliffen 119,5 Karat) (ausgestellt im Grünen Gewölbe). Grüne Diamanten sind sehr selten. Die grüne Farbe kann von Strahlungsdefekten verursacht werden.
- Rot: Vermutlich sind Kristalldefekte verantwortlich für diese Färbung. Der größte je gefundene rote Diamant ist der australische Red Diamond mit einem Rohgewicht von 35 Karat. Der größte geschliffene rote Diamant ist der ebenfalls australische Red Shield mit 5,11 Karat. Reine rote Diamanten sind die seltensten unter allen Diamanten. 90 Prozent der roten Diamanten stammen von der Argyle Mine in Australien. Von den purpurnen Diamanten existieren nur zehn Exemplare, wovon der größte 3 Karat wiegt. Alle kamen ebenfalls aus der Argyle Mine. Rote Diamanten sind die teuersten aller Diamanten.
- Pink oder Rosa: Oft werden pinkfarbene Diamanten zu den roten Diamanten gezählt. Auch hier sind Kristallunreinheiten für die Farbe verantwortlich. Der größte Rohdiamant dieser Farbe ist der Darya-i-Nur (auch Daryā-ye nūr) mit einem Gewicht je nach Quelle zwischen 182 und 186 Karat und einer Größe von 41,40 mm × 29,50 mm × 12,15 mm,[52] der größte geschliffene Diamant der Steinmetz Pink, nunmehr Pink Star mit 59,6 Karat, der am 13. November 2013 in Genf zur Versteigerung kam und den bisher höchsten Preis (52 Millionen Pfund Sterling) für einen Stein erzielte.[53] Der Stein wurde nach dem Kauf in The Pink Dream umbenannt.[54] Im Februar 2014 teilte Sotheby’s in Genf mit, dass der Erwerber, der Steinschneider Isaac Wolf, den Kaufpreis nicht aufbringen könne. Aufgrund der Vereinbarungen mit dem Einlieferer musste das Auktionshaus den Stein für ca. 72 Millionen US-Dollar in Eigenbesitz nehmen.[55] Von den 66 größten Diamanten ist nur einer rosa gefärbt.
- Orange Ein seltener orangefarbener Diamant mit 14,82 Karat aus dem Besitz des Gemological Institute of America erzielte bei seiner Versteigerung am 12. November 2013 in Genf bei Christie’s eine Rekordsumme von 35,5 Millionen Dollar.[56] Für die orange Färbung ist wie bei den gelben Diamanten Stickstoff verantwortlich.

### Schwarze Diamanten
Schwarze Diamanten sind in den 1990er Jahren als Modeschmuck beliebt geworden. Neben dem seltenen, natürlich vorkommenden Carbonado, der wahrscheinlich durch Meteoriten auf die Erde gekommen ist, gibt es alleine aus der Erde heraus entstandene schwarze Diamanten. Der bekannteste ist der 67,5 Karat schwere Schwarze Orlov. Der größte bisher gefundene schwarze Diamant ist The Enigma, in geschliffenem Zustand mit exakt 555,55 Karat und 55 Facetten, der bei Sotheby’s im Februar 2022 für 3,75 Millionen Euro versteigert wurde. Schwarze Diamanten werden häufig aus (minderwertigen) hellen Exemplaren durch intensive Neutronenbestrahlung erzeugt und als Schmucksteine angeboten.

### Große und berühmte Diamanten

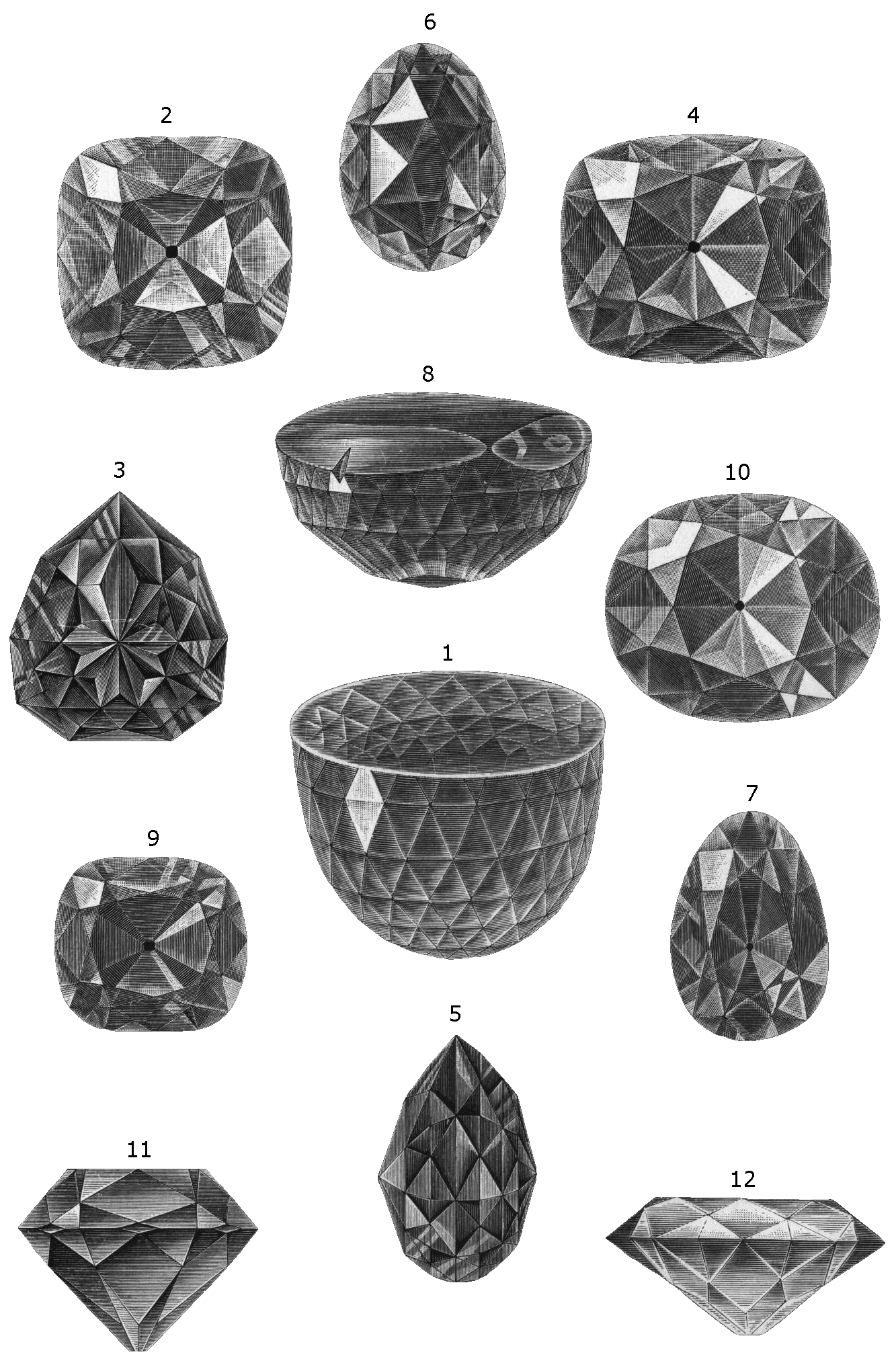
Darstellung bekannter Diamanten im Nordisk Familjebok:
• Großmogul (Abb. 1)
• Regent oder Pitt (Abb. 2 und 11)
• Florentiner (Abb. 3 und 5)
• Sancy (Abb. 6)
• Dresdner Grüner Diamant (Abb. 7)
• Koh-i-Noor (Abb. 8 und 10)
• Hope (Abb. 9)

In der folgenden Tabelle sind einige besonders berühmte Diamanten zusammen mit ihrem Fundgewicht sowie Fundort und -jahr aufgeführt. Den absoluten Größenrekord für dokumentierte Diamantenfunde hält allerdings eine als Carbonado bekannte Varietät, der 1895 in Brasilien entdeckte Carbonado do Sérgio mit einem Gewicht von 3167 Karat.
| Name                                                                            | Roh- gewicht | Fundjahr                                   | Fundland                                            | Bemerkung |
| ------------------------------------------------------------------------------- | ------------ | ------------------------------------------ | --------------------------------------------------- | --- |
| Cullinan                                                                        | 3106,7 ct    | 1905                                       | Südafrika                                           | Der größte je gefundene Rohdiamant wurde in 105 Steine aufgespalten. Die neun größten Stücke sind Teil der britischen Kronjuwelen. |
| Motswedi                                                                        | 2488 ct      | 2024                                       | Botswana                                            | Gefunden in der Karowe-Diamantenmine der kanadischen Bergbaugesellschaft Lucara Diamond Corp. |
| Sewelô („seltener Fund“; englisch: rare find)                                   | 1758 ct      | 2019, April                                | Botswana                                            | Von der Bergwerksgesellschaft Lucara gefunden, im Juli 2019 benannt, nicht von höchster Qualität, Mitte Januar 2020 an den Luxusgüterhersteller LVMH verkauft. |
| –                                                                               | 1174 ct      | 2021                                       | Botswana                                            | Am 12. Juni 2021, also nur 11 Tage nach dem 1098 ct großen Fund im Tagebau Jwaneng, wurde ein weißer Diamant mit einem Rohgewicht von 1174 ct in der kanadischen Diamantenfirma Lucara entdeckt.                                                                                             |
| Lesedi La Rona (auch Lucara-Diamant)                                            | 1109 ct      | 2015                                       | Botswana                                            | 2017 verkauft an Laurence Graff für 53 Millionen US-Dollar |
| –                                                                               | 1098 ct      | 2021                                       | Botswana                                            | Der bisher unbenannte (Stand Juli 2021) Diamant wurde am 1. Juni 2021 von einem Minenmitarbeiter der Diamantenfirma Debswana in einer Abfalltonne im Tagebau Jwaneng (Jwaneng-Mine) entdeckt. Der weiße Rohdiamant ist von „reinster Qualität“ und hat eine Größe von 73 mm × 52 mm × 27 mm. |
| Seriti                                                                          | 1094 ct      | 2024                                       | Botswana                                            | In der Karowe Mine im September 2024 gefunden. |
| Excelsior                                                                       | 995,2 ct     | 1893                                       | Südafrika                                           | wurde in 22 Steine aufgespalten |
| [ 73 ]                                                                          | 998 ct       | 2020                                       | Botswana                                            | wurde in der Karowe Mine gefunden |
| Star of Sierra Leone                                                            | 968,9 ct     | 1972                                       | Sierra Leone                                        | wurde in 17 Steine aufgespalten |
| Lesotho Legend (auch Letseng-Diamant)                                           | 910 ct       | 2017                                       | Mine Letseng, Distrikt Mokhotlong, Lesotho          | Verkauft im März 2018 für 40 Millionen US-Dollar an einen nicht genannten Bieter |
| Incomparable                                                                    | 890 ct       | 1980                                       | Kongo                                               | geschliffen 407,5 Karat |
| „Lucara“ 2 – The Constellation                                                  | 813 ct (ca.) | 2015                                       | Botswana                                            | noch nicht gereinigt, mit 813 Karat für 63 Mio. $ (55 Mio. €) verkauft |
| Großmogul                                                                       | 787,5 ct     | 1650                                       | Indien                                              | bläulicher Diamant; gilt seit 1739 als verschwunden. |
| Millennium Star                                                                 | 777 ct       | 1990                                       | Distrikt Mbuji-Mayi, Kongo                          | tropfenförmig geschliffener Diamant mit einem Gewicht von 204,04 ct |
| Woyie River                                                                     | 770 ct       | 1945                                       | Sierra Leone                                        | Entdeckt am 6. Januar 1945 im Fluss Woyie nahe Koidu; wurde in 30 kleinere Diamanten zerlegt; Victory ist mit einem Gewicht von 31,34 Karat der größte Teildiamant. |
| Golden Jubilee                                                                  | 755 ct       | 1985                                       | Südafrika                                           | Teil der thailändischen Kronjuwelen. Geschliffen 545,67 Karat und somit der größte geschliffene Diamant. |
| Präsident Vargas                                                                | 726,8 ct     | 1938                                       | Brasilien                                           | wurde in 29 Steine aufgespalten. |
| Jonker                                                                          | 726 ct       | 1934                                       | Südafrika                                           | |
| Friedens-Diamant                                                                | 709,4 ct     | 2017                                       | Sierra Leone                                        | gelblicher, massiver Diamant Versteigert für 6,5 Mio. $ (5,46 Mio. €) an den britischen Juwelier Laurence Graff |
| Lesotho Promise                                                                 | 603 ct       | 2006                                       | Lesotho                                             | höchster Rang für Farbe auf der Liste der größten Diamanten, wurde in 26 Steine aufgespalten |
| Centenary                                                                       | 599 ct       | 17. Juli 1986                              | Premier Mine, Cullinan, Südafrika                   | „Farbloser“ Diamant, Farbklasse D, 1990/91 geschliffen von Gabi Tolkowsky und Team auf 273,85 Karat und 247 Facetten. Verkauft an unbekannt. |
| NN (Diavik)                                                                     | 552 ct       | 16. Dez. 2018                              | Kanada                                              | gelb, aus der Mine Diavik, größter aus Nordamerika |
| –                                                                               | 530 ct       | 1943                                       | Birim-Valley, Sierra Leone                          | Wird der Größe nach mit dem großen „Stern von Afrika“ verglichen. |
| Jacob Diamond                                                                   | 400 ct       | 1891                                       | Indien                                              | seit 1892 im Besitz des Nizam von Hyderabad Asaf Jah VI.; vom indischen Staat als Teil des Nizam’s Jewellery Trust 1992 angekauft |
| Oppenheimer-Diamant (auch Dutoitspan Diamant)                                   | 253,7 ct     | 1964                                       | Südafrika                                           | Hellgelber, ungeschliffener, oktaedrischer Diamant. Benannt nach Ernest Oppenheimer und seit 1964 im Smithsonian Institution. |
| Victoria-Transvaal-Diamant (auch Baumgold-Diamant)                              | 240 ct       | 1951                                       | Südafrika                                           | Champagnerfarbener, in Tropfenform geschliffener Stein. Seit 1977 im Smithsonian Institution. |
| Orloff                                                                          | 189,62 ct    | unbekannt, 1750 erstmals genannt           | Indien                                              | im Zepter des russischen Zaren; heute in der Diamantenfonds-Exposition im Kreml in Moskau |
| Diavik Foxfire                                                                  | 187,7 ct     | vor 2018                                   | Kanada                                              | aus der Diamantenmine Diavik, zweitgrößter aus Nordamerika |
| Koh-i-Noor                                                                      | 186 ct       | unbekannt, 1304 erstmals erwähnt           | Indien                                              | heute im Tower of London |
| Lulo Rose                                                                       | 170 ct       | 2022                                       | Angola                                              | Größter rosafarbener Rohdiamant |
| Florentiner                                                                     | 137,27 ct    | unbekannt, 1477 erstmals erwähnt, unsicher | evtl. Indien                                        | gelber Diamant; gehörte Kaiser Karl I. (Österreich-Ungarn), hat ihn an Alphonse de Sondheimer verkauft, dann wahrscheinlich an den Betrüger Bruno Steiner verloren, Verbleib danach unbekannt                                                                                                |
| Regent oder Pitt                                                                | 136,75 ct    | um 1700                                    | Indien                                              | Teil der französischen Kronjuwelen, aufbewahrt im Louvre |
| Cora Sun-Drop                                                                   | 110,3 ct     | unbekannt                                  | Südafrika                                           | mit 110,3 Karat größter intensiv gelber, birnförmig geschliffener Diamant |
| Nassak (auch Nassac oder Eye of the Idol)                                       | über 90 ct   | 15. Jahrhundert                            | Amaragiri Mine, Mahbubnagar, Andhra Pradesh, Indien | farblos, Gewicht nach dem letzten Umschliff in Triangel-Form 43,38 ct; einst im Trimbakeshwar Shiva Tempel bei Nassak, heute Privatbesitz |
| Schah                                                                           | 86 ct        | um 1450                                    | Indien                                              | mit Gravur seiner drei königlichen Besitzer (einer war Schah Janan, deshalb sein Name); heute in der Diamantenfonds-Exposition im Kreml in Moskau |
| Löffelmacher-Diamant (türkisch: Kaşıkçı Elması, englisch: Spoonmaker’s Diamond) | 86 ct        | unbekannt                                  | unbekannt                                           | Der farblose Diamant mit einem Gewicht von 86 Karat stammt möglicherweise aus Indien und ist seit etwa Anfang 1800 im Besitz der türkischen Regierung und im Istanbuler Topkapı-Palast ausgestellt.                                                                                          |
| Erzherzog Joseph                                                                | 76,02 ct     | unbekannt, 1933 erstmals genannt           | Indien                                              | gehörte bis Juni 1933 Erzherzog Joseph August von Österreich |
| Pink Star                                                                       | 59,60 ct     | 1999                                       | Südafrika                                           | größter pinker, geschliffener Diamant mit dem höchsten Auktionsergebnis für einen Diamanten |
| Natalja-Kind-Diamant                                                            | 58,55 ct     | 1991                                       | Russland                                            | aus dem Kimberlit-Schlot Udatschnaja, benannt nach der Geologin Natalja Wladimirowna Kind |
| Sancy                                                                           | 55,23 ct     | unbekannt, erstmals 1477 genannt           | Indien                                              | Teil der französischen Kronjuwelen, aufbewahrt im Louvre |
| Hope-Diamant                                                                    | 45,52 ct     | unbekannt, 1642 erstmals erwähnt           | Indien                                              | blauer Diamant; 1642 erstmals aufgetaucht, heute als Dauerleihgabe im National Museum of Natural History in Washington DC zu sehen |
| Dresdner Grüner Diamant                                                         | 41 ct        | um 1722                                    | Indien                                              | apfelgrüne Farbe, pendeloqueförmig facettierter Schliff, heute im Neuen Grünen Gewölbe in Dresden |
| Blauer Wittelsbacher                                                            | 35,5 ct      | vor 1722                                   | Indien                                              | blaue Farbe, 1806 bis 1918 Teil der Krone des Königreichs Bayern |

## Handel
Ein Großteil der ungeschliffenen und geschliffenen Diamanten wird über Diamantbörsen gehandelt, von denen es weltweit 30 gibt. Eine der bedeutendsten hat ihren Sitz in Antwerpen. Auch der Weltverband der Diamantbörsen residiert dort.
Unter den Produzenten und Händlern ist De Beers der bedeutendste und hatte lange Zeit eine Monopolstellung inne. Umstritten war der Konzern vor allem wegen seiner Vorgehensweise, überschüssige Diamanten aufzukaufen und somit den Preis für Diamanten stabil zu halten.
Die Deutsche Diamant- und Edelsteinbörse ist eine kombinierte Börse sowohl für Diamanten als auch für Schmucksteine.
Industriediamanten bilden den mit Abstand größten Teil der gehandelten Diamant-Menge – nur 3 % der Industriediamanten sind natürlichen Ursprungs. Es handelt sich bei diesen 3 % um diejenigen 70 % der geförderten Naturdiamanten, die nicht den Ansprüchen der Schmuckherstellung genügen.

## Technische Verwendungen

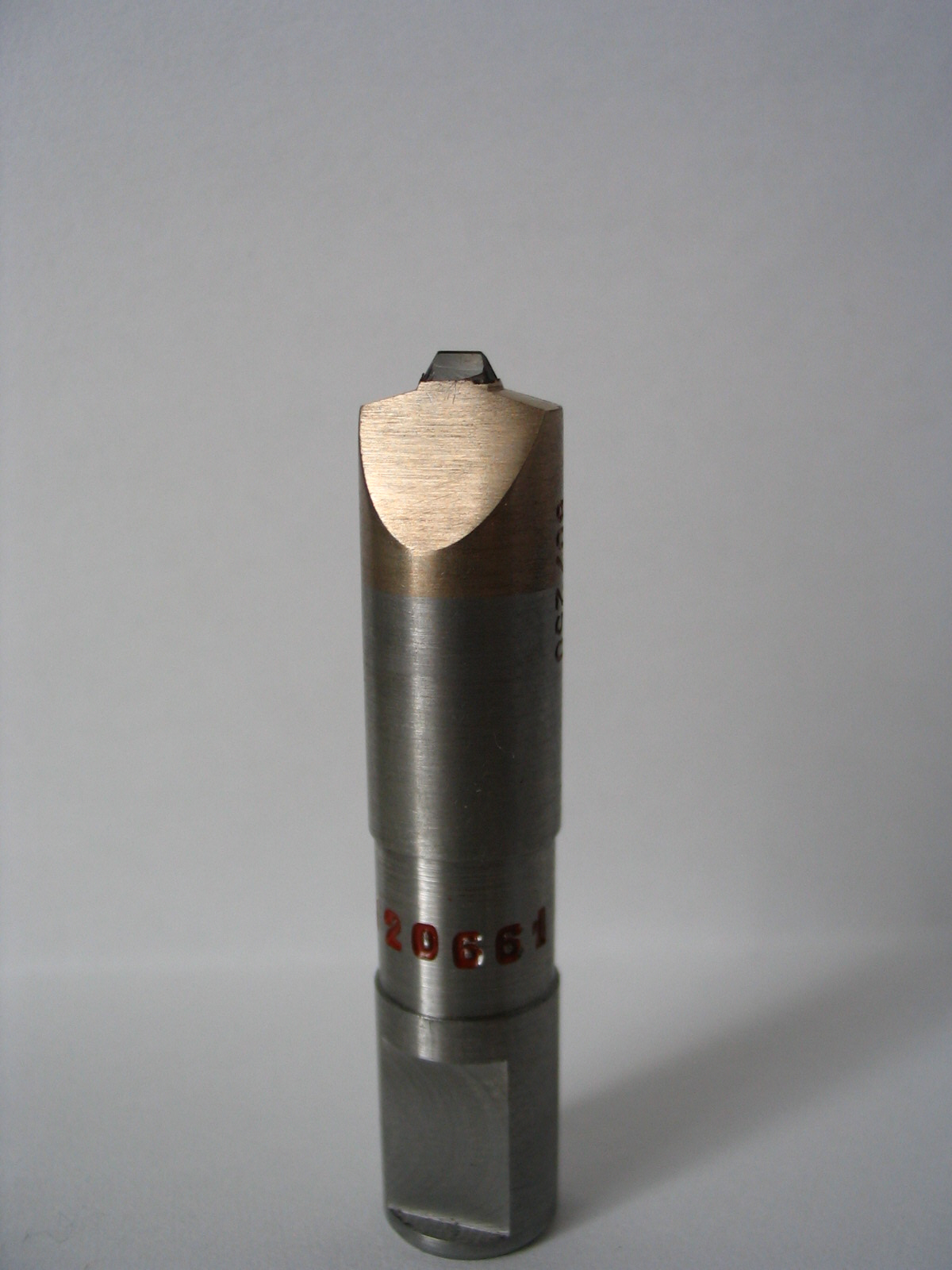
Einkristalliner Industriediamant zum Abrichten von Schleifscheiben

### Historisches
Nicht als Schmuckstein zu verwendende Diamanten, künstlich erzeugte Industriediamanten, aus beiden daraus hergestellter Diamantstaub werden als „Bort“ (veraltet „Bord“) bezeichnet.
Die Kenntnis von der großen Härte des Diamants ist alt. Dementsprechend wurde das Mineral bereits im vorindustriellen Zeitalter nicht nur zu Schmuckzwecken, sondern auch zu allerlei handwerklichen Bearbeitungsvorgängen verwendet. Glaser nutzten kleine Stücke, in Zinnlot gegossen und mit einem Griff versehen, zum Schneiden des Glases. Kleine Diamantsplitter fanden auch beim Gravieren und Bohren harter Materialien und in der Lithographie Verwendung. Ansonsten unbrauchbare Splitter, sehr kleine oder unreine Kristalle pulverisierte man in hohlen gusseisernen Zylindern oder flachen Mörsern zu Schleifpulver („Diamantbord“). Um das Wegspringen von Splittern zu vermeiden, benetzte man die Substanz mit etwas Öl.

„Die kleinen, unreinen und schlechtgefärbten Krystalle und Körner dieser Substanz werden pulverisirt und sind dann unter dem Namen Diamantbord bekannt.“

Diamantbohrer in der Tiefbohrtechnik sind im Industriezeitalter im Jahre 1864 eingeführt worden und deren Verwendung hat sich danach schnell verbreitet. Die dabei gemachten Erfahrungen haben dazu geführt, dass Sägeblätter in der Steinverarbeitung ebenfalls mit Diamanten besetzt wurden.
Bis in das 20. Jahrhundert wurden und werden natürliche Diamanten in der spanenden Werkstoffbearbeitung eingesetzt. Großen Umfang nahmen die Schleif- und Schmirgelsteine ein, ferner Werkzeuge zum Abdrehen von Hartguss-, Stahl- und Hartgummiwalzen. Eine besondere Verwendung bildete bis zur Herstellung künstlicher Diamanten die Produktion von Bohrkronen für die Arbeit mit und in Gesteinen.
Reste der Weiterverarbeitung von Diamanten oder zu Schmucksteinen ungeeignete Fraktionen finden weltweit technische Verwendung. Zu den größeren Lagerstätten von Industriediamanten zählen Vorkommen in der Demokratischen Republik Kongo.

### Werkzeuge
Bort wird aufgrund seiner großen Härte, Verschleißfestigkeit und Wärmeleitvermögen in der industriellen Fertigung vor allem als Schneidstoff genutzt, also für Bohrer, Fräswerkzeuge, Bohrmeißel und Drehmeißel, sowie als Schleifmittel für Schleifscheiben oder als Zugabe in Polierpasten. Als Schneidstoff kann Diamant als monokristalliner Diamant genutzt werden, der aus einem einzigen Stück besteht. Häufiger sind Werkzeuge aus polykristallinem Diamant, bei denen kleine Diamantkörner mit einem Bindemittel zu einem größeren Werkzeug gesintert wurden. Das Bindemittel dient dazu, die Lücken zwischen den Körnern zu füllen. Bei Diamantschleifmitteln werden nur körnige Mittel genutzt. Es ist in manchen Bereichen ausgesprochen wirtschaftlich, Diamantwerkzeuge einzusetzen, wodurch Ausfallkosten und Umrüstzeiten für Werkzeuge minimiert werden können. Die geforderte Oberflächenqualität lässt sich oft mit Hilfe von Diamantwerkzeugen ohne zusätzliche Bearbeitung in einem Arbeitsschritt erreichen. Sie werden häufig genutzt für die Präzisionsbearbeitung von Aluminium und Kupfer.
Für die Bearbeitung von Stahl sind Diamantwerkzeuge nicht geeignet, da sie sich bei den dort auftretenden hohen Temperaturen in Graphit umwandeln und die Kohlenstoffatome in den Stahl diffundieren.
Bekannt sind auch Diamantspitzen für Glasschneider und Impeder für Härteprüfgeräte.

### Diamantähnliche Schichten
Dünne CVD-Schichten aus diamantartigem Kohlenstoff dienen als Verschleißschutz.
Durch Zusatz von Bor, Phosphor oder Stickstoff kann Diamant leitfähig gemacht werden und als Halbleiter oder sogar als Supraleiter fungieren. Ein Einsatz in elektronischen Schaltungen könnte wegen der hohen Beweglichkeit der Ladungsträger im Diamant-Einkristall und der guten Temperaturverträglichkeit zu höheren Schaltgeschwindigkeiten führen. Mit elektrisch leitfähiger Diamantbeschichtung können Elektroden für den Einsatz in chemischen Reaktionen hergestellt werden, die sehr reaktiven Radikalen standhalten müssen. Großtechnisch kommt hier die Abwasserbehandlung und -reinigung ins Blickfeld, wo CVD-Diamantelektroden zur Oxidation und Desinfektion von z. B. Abwässern und Prozesswässern eingesetzt werden.
Bereits verwirklicht wurde die Beschichtung von Silizium-Wafern mit künstlichem Diamant, die von der Halbleiterindustrie eingesetzt werden kann, um eine bessere Kühlung elektronischer Schaltungen zu bewerkstelligen.

### Optik
Ein Anwendungsfeld reiner Diamanten ist die Infrarot-Spektroskopie und die Herstellung von Linsen und Fenstern.

### Sonstiges
Die Abtastnadeln von hochwertigeren Tonabnehmern für das Abspielen von Schallplatten bestehen aus Diamant. Diese Diamanten haben eine spezielle Form und sitzen im Nadelträger aus Aluminium oder Bor.
Eine Vielzahl winziger Diamanten in rieselfähiger Form kamen in einer Sanduhr zum Einsatz.
Diamantstempelzellen werden in der Materialforschung zum Erzielen sehr hoher Drücke im Gigapascal-Bereich eingesetzt.

## Soziale Einflüsse

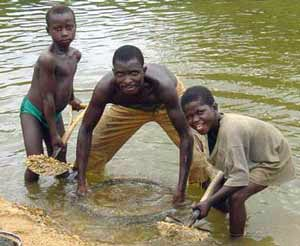
Diamantenschürfer in Sierra Leone

Während der Großteil der heutigen Diamanten mit modernen Mitteln von sehr wenigen international operierenden Konzernen wie der Firma De Beers abgebaut wird, kommt es durch den exorbitanten Preis, der für Diamanten gezahlt wird, vor allem in den unterentwickelten Regionen und Krisengebieten der Welt zu Grabungen unter erbärmlichen und zum Teil lebensgefährlichen Bedingungen. Selbst wenn einzeln schürfende Arbeiter fündig werden, werden die Rohdiamanten zumeist billig an die lokalen Machthaber verkauft, sodass nur ein Bruchteil der Gewinne bei den eigentlichen Schürfern verbleibt.
Mit den Gewinnen aus dem Diamantenhandel werden auf dem afrikanischen Kontinent auch mehrere Bürgerkriege finanziert, so in der Demokratischen Republik Kongo. Auch aus diesem Grunde wird versucht, den Handel mit diesen Blutdiamanten beziehungsweise Konfliktdiamanten zu unterbinden. Allerdings ist es nicht ganz leicht, einem Diamanten seine Herkunft anzusehen, und Zertifikate, die einen Herkunftsnachweis geben sollen, werden häufig gefälscht. Es ist möglich, Diamanten mit Lasern individuell zu markieren. Die Herkunft kann dann aufgrund dieser Identifikationsnummer überprüft werden.
Im illegalen Waffenhandel, besonders in Westafrika, ist die Bezahlung mit Diamanten nicht selten. Die Gründe hierfür liegen auf der Hand: Sie sind klein (daher leicht zu transportieren und zu verbergen), wertvoll, und ihr Wert schwankt kaum. Bei den örtlichen Währungen ist all dies meist nicht gegeben.

## Vergänglichkeit
Diamanten sind nicht unzerstörbar, wie es das Lied Diamonds Are Forever suggeriert. Sie können unter Druck zerbrechen oder durch Hitze zerstört werden. Bereits ab 800 Grad Celsius beginnt ein normaler Diamant unter Zufuhr von Sauerstoff zu verbrennen, da er aus reinem Kohlenstoff besteht, was mit einem Bunsenbrenner demonstriert werden kann, der zusätzlich Luft ansaugt.

## Sonstiges
Im Jahr 2019 wurde zum ersten Mal ein Diamant innerhalb eines anderen Diamanten entdeckt. Der 5 mm große und 0,6 Karat schwere Diamant enthält einen 6 mm³ großen Hohlraum, in dem ein 2 mm großer und 0,02 Karat schwerer Diamant eingeschlossen ist. Er wird deshalb auch „Matrjoschka-Diamant“ genannt und wurde durch das russische Unternehmen Alrosa in Jakutien gefördert. Das Alter des Diamanten wird auf rund 800 Millionen Jahre geschätzt.